# راسيل موكريدجي
راسيل موكريدجي (بالإنجليزية: Russell Mockridge) مواليد 18 يوليو 1928 في ملبورن - الوفاة 13 سبتمبر 1958 في ملبورن، كان دراج أسترالي. سبق أن شارك في دورة الألعاب الأولمبية الصيفية وفاز بميدالية أولمبية.

## الميداليات
| الميدالية | المسابقة                       |
| --------- | ------------------------------ |
| ذهبية     | الألعاب الأولمبية الصيفية 1952 |

## وصلات خارجية
- الموقع الرسمي

## روابط خارجية
- راسيل موكريدجي على موقع أرشيف الدراجات (الإنجليزية)
- راسيل موكريدجي على موقع إحصائيات الدراجات الإحترافية (الإنجليزية)
- راسيل موكريدجي على موقع CycleBase (الإنجليزية)
- راسيل موكريدجي على موقع أوليمبيديا (الإنجليزية)
- راسيل موكريدجي على موقع اللجنة الأولمبية الأسترالية (الإنجليزية)
- راسيل موكريدجي على موقع قاعة أستراليا للمشاهير الرياضية (الإنجليزية)